# Fritz Walter
Friedrich „Fritz“ Walter (31. října 1920, Kaiserslautern – 17. června 2002, Enkenbach-Alsenborn) byl německý fotbalista.
Hrával na pozici útočníka či ofenzivního záložníka. Figuruje na seznamu UEFA Jubilee 52 Golden Players.
S reprezentací bývalého Západního Německa se stal mistrem světa v roce 1954. Na šampionátu tým vedl jako kapitán, dostal se do all-stars a federací FIFA byl zpětně vyhlášen třetím nejlepším hráčem turnaje. Zúčastnil se i mistrovství světa roku 1958, kde Němci skončili na 4. místě. Celkem za národní tým odehrál 61 utkání a vstřelil 33 branek. Celou svou kariéru strávil v jediném klubu: 1. FC Kaiserslautern. Získal s ním dva tituly německého mistra (1951, 1953). V letech 1937–1959 za něj odehrál 411 ligových zápasů, v nichž vstřelil 380 gólů. Za války a krátce po ní strávil pět let v zajateckém táboře. Stadion v Kaiserslauternu od roku 1985 nese jeho jméno: Fritz-Walter-Stadion.